# Damiani (entreprise)
Pour les articles homonymes, voir Damiani.
Damiani S.p.A. est un groupe de sociétés italiennes opérant dans les domaines de la joaillerie et de l'horlogerie de luxe : les différentes marques de bijoux sont contrôlées et distribuées par la société du groupe Damiani. Le groupe cote sur la Bourse d'Italie de 2007 à 2018.

## Historique
La société est fondée le 15 mars 1924 par Enrico Grassi Damiani à Valenza. Elle est en suite agrandie par son fils, Damiano Damiani. Déjà à l'époque des clients étaient des riches hommes d'affaires. Ils commandé pour un coût assez élevé des pièces de luxe.

## Organisation
Le groupe de sociétés contrôle la marque éponyme et d'autres marques Salvini, Alfieri et St. John, Bliss, Calderoni et Rocca 1794. Cette dernière marque appartient à la chaîne de bijoutiers et horlogers affiliés de la société. En 2013, la société contrôlée trente-deux magasins gérés en propre et 50 en franchise (réseau commercial), situé dans les plus exclusives rues des grandes villes du monde. En 2012, Damiani entre en partenariat avec Hengdeli Holdings Limited qui se charge de distribuer ses montres et bijoux en Chine.

## Joyaux
Les produits de joyaux comprennent: bracelets, bagues, alliances, solitaires, boutons de manchettes, pinces à cravate, pinces à billets, porte-clés, pendentifs, colliers, boucles d'oreilles et autres bijoux et articles fabriqués à la commande.

## Montres
Parmi les collections produites, composée de nombreux modèles, on trouve:
- Ego
- Mimosa
- Damianissima
- Belle Époque
- Eden
- Notte di San Lorenzo
- D. Side Chronograph